# The Fear (film)
Pour les articles homonymes, voir The Fear.
The Fear est un film muet américain réalisé par Allan Dwan et sorti en 1912.

## Fiche technique
- Réalisation : Allan Dwan
- Date de sortie : 
  - États-Unis : 16 septembre 1912

## Distribution
- J. Warren Kerrigan : Ralph Hapwood
- George Periolat : le vieux Jim Struthers
- Jack Richardson : Bob
- Jessalyn Van Trump : Mabel Struthers